# Positech Games
Positech Games est une société de développement de jeux vidéo basé au Royaume-Uni. La société a été fondée en 1997 par le fondateur de Lionhead Studios, Cliff Harris. L'entreprise a déjà publié un certain nombre de jeux PC. L’un des jeux phares, et des plus remarquables de Positech est sans doutes le jeu de stratégie de changement de politique Democracy. Positech est connu pour créer des jeux de simulation complexes.
Harris a été, et reste, un critique virulent des pratiques de travail du directeur de l'industrie du jeu « triple A », en particulier pour sa culture de longues heures et le manque de contact entre les développeurs et les joueurs. En août 2008, Harris a écrit une entrée sur son blog destinée aux « pirates » leur demandant pourquoi ils utilisaient des jeux sans licence. La réponse a été écrasante, donnant lieu à des milliers de publications sur des sites comme Facebook, Slashdot et Reddit. En réponse aux pirates, Harris leurs a promis de réduire les prix de ses jeux, de n'utiliser aucun DRM et de répondre aux inquiétudes des intervenants sur le poids des démos et la qualité des jeux.
En plus de développer directement des jeux, Positech a également participé à la publication d'un certain nombre de jeux tiers, tels que Redshirt, Big Pharma Political Animals et Shadowhand. En plus de publier ces titres, Positech a également investi, avec d'autres parties, dans des jeux indépendants, notamment Duskers et A Night in the Woods.
Deux jours avant les élections générales de 2024 au Royaume-Uni, Julian Benson, dans The Guardian, a repris les éléments clés des trois principaux manifestes électoraux et les a passés au crible d'un livre sur le jeu de simulation Democracy 4. Le tableau d’ensemble qui en est ressorti, bien que n’étant pas une projection, était loin d’être encourageant.

## Jeux développés
- Asteroid Miner (aussi connu sous le nom de Star Miner)
- Battle Space 3001
- Big Pharma
- Democracy
- Democracy 2
- Democracy 3
- Democracy 3: Africa
- Democracy 4
- Gratuitous Space Battles
- Gratuitous Space Battles 2
- Gratuitous Tank Battles
- Kombat Kars
- Kudos
- Kudos: Rock Legend
- Kudos 2[4]
- Minefield
- Oval Office: Commander in Chief
- Production Line[5]
- Political Animals
- Redshirt
- Rocky Racers
- Saucer Attack
- Shadowhand[2]
- Starship Tycoon (aussi connu sous le nom de StarLines Inc.)